# Gnamptogenys kempfi
Gnamptogenys kempfi é uma espécie de formiga do gênero Gnamptogenys.